# Альґірдас Ґрашис
Альґірдас Ґрашис (лит. Algirdas Grašys; сценічний псевдонім Bračas; 2 серпня 1934 — 7 березня 2014) — литовський театральний актор.

## Життєпис
1957 — закінчив акторський факультет Литовської академії державної консерваторії.
1956—1959 — грав у трупі Маріяпольського драматичного театру.
1959—1960 — працював у Російському драматичному театрі Литви.
1960—1965 — викладав у Вільнюському культурно-просвітницькому технікумі.
1965—1994 — працював актором у Молодому театрі. Зіграв біля 70 ролей.
Гастролював з ансамблем «Armonika» та іншими колективами.
Помер 7 березня 2014 у Вільнюсі. Похований на Антакальниському цвинтарі Вільнюса.

## У театрі
- 1967 — «Жанна» («Жаворонок», Ж. Ануй) — Бодрікур
- 1968 — «Я наздоганяю літо» (В. Пальчінскайте) — Настуртас
- 1969 — «Витівки Скапена» (Мольєр) — Сільвестр
- 1971 — «Пеппі Довга панчоха» (Астрід Ліндгрен) — розбійник Чарльз
- «Ясонас» (Саулюс Шальтяніс) — товстун із Ваясішкіса
- 1981 — «Піросмані, Піросмані» (В. Коростилев) — князь цвинтаря
- 1981 — «Фотофініш» (Пітер Устінов) — Реджинальд
- 1983 — «І довше століття триває день» (Чингіз Айтматов) — Тансикбаєв

## Фільмографія
- 1974 — Садуто туто (лит. Sadūto tūto) — каменяр на цвинтарі
- 1977 — Миттєвість правди (лит. Akimirka teisybės) — епізод
- 1978 — Не буду гангстером, люба (лит. Nebūsiu gangsteriu, brangioji) — актор театру
- 1981 — Весілля (лит. Vestuvės) — Ревунов, капітан 2-го рангу у відставці
- 1981 — Сильне почуття (лит. Stiprus jausmas)
- 1982 — Барбора Радвилайте (лит. Barbora Radvilaitė) — епізод
- 1986 — І більше сторіччя триває день (телевистава) (лит. Ilga kaip šimtmečio diena) — Тансикбаєв
- 1986 — Піросмані, Піросмані…(телевистава) — князь цвинтаря